# Manoir de Souvigné
Le manoir de Souvigné est un château français situé à Marigné-Peuton, dans le département de la Mayenne et la région des Pays de la Loire.

## Situation
Le manoir est situé à 4 kilomètres du bourg et à 2 kilomètres seulement de Laigné. Ce lieu est aussi nommé aussi la Michinottière.

## Désignation
- Souvigné, village et château (Carte de Cassini).

## Histoire
Il s'agissait Fief et domaine mouvant de Château-Gontier. Émard de Seillons, seigneur de Souvigné, procédait en 1520 contre Charles de Rohan qui avait fait rompre l'autel de sa chapelle, au sujet des droits de fondateur dans l'église de Laigné ; il fut débouté. En 1592, Pierre Le Cornu prit et pilla le château. L'étang a été desséché en 1840.. 

### Sources et bibliographie
- « Manoir de Souvigné », dans Alphonse-Victor Angot et Ferdinand Gaugain, Dictionnaire historique, topographique et biographique de la Mayenne, Laval, A. Goupil, 1900-1910 [détail des éditions] (BNF 34106789, présentation en ligne)
- Archives départementales de la Mayenne, B. 2.325, 2.628, 2.969, 3.043.
- Paul de Farcy, notes manuscrites.